# Malachias (Vorname)
Malachias ist ein männlicher Vorname.

## Herkunft und Bedeutung
Beim Namen Malachias, altgriechisch Μαλαχίας Malachías, handelt es sich um die gräzisierte Variante des hebräischen Vornamens מַלְאָכִי malʾāḵî.

## Verbreitung
Der Name Malachias wird im deutschen Sprachraum nur sehr selten vergeben. In Österreich wurde er zwischen 1984 und 2023 an insgesamt vier Jungen vergeben.

## Namensträger
- Malachias († 1148), christlicher Heiliger, Erzbischof von Armagh
- Malachias Braunmüller († 1680), österreichischer Zisterzienser
- Malachias Koll (1783–1844), österreichischer Zisterzienser, Priester und Archivar
- Malachias Lachmayr (1606–1688), Abt des Klosters Raitenhaslach
- Malachias Schmeger (1753–1826), österreichischer Zisterzienser und Abt von Lilienfeld
- Malachias Siebenhaar (1616–1685), deutscher Komponist